# Десёновский сельский округ
Десеновский сельский округ — упразднённая административно-территориальная единица, существовавшая на территории Ленинского района Московской области в 1994—2006 годах.
Десенский сельсовет был образован в первые годы советской власти. По данным 1919 года он входил в состав Десенской волости Подольского уезда Московской губернии.
В 1926 году Десенский с/с включал деревни Десна-Мостовая и Скворцово, а также лесную сторожку.
В 1929 году Десенский с/с был отнесён к Краснопахорскому району Московского округа Московской области. При этом к нему был присоединён Станиславльский с/с.
17 июля 1939 года к Десенскому с/с были присоединены селения Богородское и Ватутинки упразднённого Ватутинского с/с, а также Пенино и Писково Филимонковского с/с.
4 июля 1946 года Краснопахорсий район был переименован в Калининский район.
14 июня 1954 года к Десенскому с/с был присоединён Яковлевский с/с.
22 июня 1954 года из Десенского с/с в Сосенский были переданы селения Евсеево и Кувекино.
11 апреля 1955 года из Десенского с/с в черту рабочего посёлка Троицкий был передан посёлок гарнизона «Ватутинки».
7 декабря 1957 года Калининский район был упразднён и Десеновский с/с вошёл в Ленинский район.
28 июля 1960 года Ленинский район был упразднён, в связи с чем Десеновский с/с был передан в Подольский район. 
20 августа 1960 года к Десеновскому с/с были присоединены селения Евсеево, Кувекино, Лаптево и Расторопово Сосенского с/с Ульяновского района.
1 февраля 1963 года Подольский район был упразднён и Десеновский с/с вошёл в Ленинский сельский район. 30 июня 1964 года деревни Лаптево и Расторопово Десеновского с/с были возвращены Сосенскому с/с. 11 января 1965 года Десеновский с/с был возвращён в восстановленный Ленинский район.
3 февраля 1994 года Десеновский с/с был преобразован в Десеновский сельский округ.
В ходе муниципальной реформы 2004—2005 годов Десеновский сельский округ прекратил своё существование как муниципальная единица. При этом все его населённые пункты были переданы в сельское поселение Десёновское.
29 ноября 2006 года Десеновский сельский округ исключён из учётных данных административно-территориальных и территориальных единиц Московской области.